# Europa der Nationen und der Freiheit
Europa der Nationen und der Freiheit (ENF; englisch Europe of Nations and Freedom, ENF; französisch Europe des nations et des libertés, ENL) war eine Fraktion im Europäischen Parlament, deren Mitglieder von rechtspopulistisch bis rechtsextrem charakterisiert werden. Mit 36 Mitgliedern war sie die kleinste Fraktion des Parlaments. Gemeinsame Fraktionsvorsitzende waren Marcel de Graaff von der niederländischen Partij voor de Vrijheid (PVV) und, seit 12. September 2017, Nicolas Bay vom französischen Rassemblement National (RN). Vorgänger von Bay war, bis zu ihrem Wechsel ins französische Parlament im Juni 2017, die FN-Vorsitzende Marine Le Pen.
Das Rassemblement National, ehemals Front National, stellte den größten Teil der Mitglieder. Die weiteren großen in der Fraktion vertretenen Parteien waren die Freiheitliche Partei Österreichs (FPÖ), die italienische Lega und die niederländische Partij voor de Vrijheid. Aus Deutschland war Marcus Pretzell (Die blaue Partei, früher Alternative für Deutschland) in der Fraktion vertreten. Der Großteil der Fraktionsmitglieder gehörte der Europapartei Bewegung für ein Europa der Nationen und der Freiheit an.
Nach der Europawahl 2019 wurde mit Identität und Demokratie eine Nachfolgefraktion gegründet, der sich neben den bisherigen ENF-Parteien auch Abgeordnete zum Beispiel der Alternative für Deutschland (EFDD-Fraktion) sowie der Dänischen Volkspartei und der Partei Die Finnen (beide EKR-Fraktion) anschlossen.

## Geschichte
| Zeitraum  | Fraktion                                        | Wichtigste Parteien |
| --------- | ----------------------------------------------- | ------------------- |
| 1984–1989 | Fraktion der Europäischen Rechten               | FN, MSI             |
| 1989–1994 | Technische Fraktion der Europäischen Rechten    | FN, REP             |
| 2007      | Identität, Tradition, Souveränität              | FN, PRM             |
| 2009–2014 | Europa der Freiheit und der Demokratie          | UKIP, Lega Nord     |
| 2014–2019 | Europa der Freiheit und der direkten Demokratie | UKIP, M5S           |
| 2015–2019 | Europa der Nationen und der Freiheit            | FN/RN               |
| 2019–2024 | Fraktion Identität und Demokratie               | Lega, RN, AfD       |
| seit 2024 | Patrioten für Europa                            | RN, Fidesz          |
| seit 2024 | Europa der Souveränen Nationen                  | AfD                 |

### Vorgeschichte
Die Abgeordneten des Front National (FN), der Freiheitlichen Partei Österreichs (FPÖ) und des Vlaams Belang (VB) waren seit der Auflösung der kurzlebigen Fraktion Identität, Tradition, Souveränität im November 2007 im Europäischen Parlament fraktionslos. Die drei Parteien arbeiteten seit 2010 innerhalb der Europäischen Allianz für Freiheit (EAF) zusammen.
Vor der Europawahl 2014 kündigten FN, FPÖ und VB gemeinsam mit der PVV und der Lega Nord eine Fraktionsgründung nach der Wahl an. Nachdem die eingeplante slowakische SNS den Einzug in das Parlament verpasst hatte und sich die ebenfalls eingeplanten Schwedendemokraten der UKIP-dominierten EFDD-Fraktion anschlossen, konnte die Fraktion nicht gegründet werden, da das notwendige Kriterium, dass Mitglieder aus sieben Ländern in ihr vertreten sind, nicht erfüllt werden konnte.
Im Oktober 2014 wurde die Europapartei Bewegung für ein Europa der Nationen und der Freiheit (MENL) gegründet, die die EAF ablöste. Seit Ende 2016 war kein ENF-Abgeordneter mehr Mitglied der EAF, die jedoch noch bis Ende 2017 bestand.

### Gründung
Am 15. Juni 2015 konnte eine Fraktion mit 36 Abgeordneten gegründet werden. Grundlage dafür war, dass die britische Abgeordnete Janice Atkinson für die Fraktion gewonnen werden konnte. Diese war nach einem Spesenskandal aus der UKIP ausgeschlossen worden. Kurz zuvor war die FN-Mitgliedschaft des Europaparlamentariers und FN-Gründers Jean-Marie Le Pen aufgrund antisemitischer Äußerungen suspendiert worden. Dies erleichterte Atkinson nach eigenen Angaben den Beitritt zur neuen Fraktion. Dazu konnten die zwei verbliebenen Abgeordneten des polnischen Kongresses der Neuen Rechten (KNP) als Fraktionsmitglieder gewonnen werden. Eine Zusammenarbeit mit dem KNP, insbesondere dessen damaligem Vorsitzendem Janusz Korwin-Mikke, hatte der niederländische PVV-Vorsitzende Geert Wilders noch Mitte 2014 ausgeschlossen.
Von den ursprünglich 24 auf den Listen des FN gewählten Abgeordneten traten vorerst 20 der Fraktion bei. Joëlle Bergeron war bereits kurz nach der Wahl aus dem FN ausgetreten, nachdem sie aufgrund ihres Eintretens für das Wahlrecht von Einwanderern von FN-Funktionären zur Rückgabe ihres Mandates aufgefordert worden war. Der FN-Mitgründer und Vater von Marine, Jean-Marie Le Pen, war an der Fraktionsbildung nicht beteiligt und wurde später aus dem FN ausgeschlossen. Aus Solidarität mit Jean-Marie Le Pen verzichtete auch Bruno Gollnisch auf die Mitgliedschaft in der Fraktion. Aymeric Chauprade war während der Fraktionsgründung auf einer Auslandsreise. Er trat der Fraktion nach Rückkehr bei, verließ jedoch im November 2015 Fraktion und Partei.
Der KNP entsandte ursprünglich vier Abgeordnete in das Europäische Parlament, deren Anzahl sich aber nach einem parteiinternen Streit auf zwei reduzierte. Ein Mandat der PVV war nach dem Tod von Hans Jansen bei der Gründung der ENF unbesetzt; der Nachrücker Auke Zijlstra schloss sich der ENF-Fraktion an.

### Veränderungen seit 2015
Am 15. Juli 2015 erklärte der für die Partidul Conservator gewählte Constantin Laurențiu Rebega seinen Übertritt von der sozialdemokratischen Fraktion zur ENF. Am 1. Mai 2016 trat Marcus Pretzell (damals AfD) der Fraktion bei. Am 11. Januar 2017 trat Marco Zanni (M5S) von der EFDD-Fraktion der ENF bei.
Die Ko-Fraktionsvorsitzende Marine Le Pen zog im Juni 2017 in die französische Nationalversammlung ein und musste daher ihr Mandat im Europaparlament abgeben. Ihr Nachfolger im Fraktionsvorsitz wurde Nicolas Bay.
Am 2. Oktober 2017 verließen der ehemalige Front-National-Vize Florian Philippot sowie Mireille d’Ornano und Sophie Montel die ENF, nachdem sich Philippots Gruppierung Les Patriotes von der FN abgespalten hatte. Alle drei traten zwei Tage später der EFDD-Fraktion bei. Am 1. März 2018 trat Laurențiu Rebega aus der Fraktion aus und beantragte den Beitritt zur EKR-Fraktion, der kurz darauf erfolgte. Am 28. Mai verließ mit Bernard Monot ein weiterer FN-Abgeordneter die Fraktion. Er schloss sich der EFDD-Fraktion an und wechselte zur Partei Debout la France (DLF). Ihm folgte am 19. Oktober 2018 Sylvie Goddyn, nachdem sie zuvor öffentlich die Unterstützung der DLF-Liste zur Europawahl 2019 erklärt hatte und daraufhin aus der RN ausgeschlossen wurde.
Anfang 2019 traten die drei verbliebenen Abgeordneten der UKIP von der EFDD zur ENF, darunter der neue Parteivorsitzende Gerard Batten.

### Champagnergate
Anfang 2018 stellte der Haushaltskontrollausschuss des Europaparlaments übermäßige Ausgaben der ENF fest, was als Champagnergate bekannt wurde. Unter anderem kaufte die ENF 2016 auf Rechnung des Europaparlaments 234 Flaschen Champagner (6 pro Sitzung, im Schnitt für 81 Euro), Essen für 400 Euro pro Person und 110 Weihnachtsgeschenke im Wert von je 100 Euro. Insgesamt lassen sich Kosten von 420.000 Euro belegen, welche mit Steuergeldern gezahlt wurden. Für viele Aufwendungen fehlten Belege und die Vorschriften für öffentliche Ausschreibungen wurden nicht eingehalten. Harald Vilimsky, zu der Zeit Vize-Chef der ENF-Fraktion und Generalsekretär der FPÖ, machte dafür einen ehemaligen Mitarbeiter der französischen Fraktion verantwortlich. Das Parlament forderte im Anschluss an die Aufdeckungen das ausgegebene Geld zurück.

### Europawahl 2019
Im April 2019 kündigte Matteo Salvini, italienischer Innenminister und Vorsitzender der an der ENF beteiligten Lega eine neue „große“ Fraktion nationalkonservativer und rechtspopulistischer Parteien nach der Europawahl 2019 an. Neben den bisherigen ENF-Mitgliedsparteien hatten die Alternative für Deutschland (bisher EFDD), die Dänische Volkspartei und die finnische Partei Perussuomalaiset (beide EKR) sowie die bisher nicht im Europaparlament vertretenen Parteien Sme rodina (Slowakei) und EKRE (Estland) ihre Teilnahme angekündigt. Bei der Wahl verpassten Sme Rodina sowie die bisherigen ENF-Mitglieder PVV, UKIP und KNP den Einzug ins Parlament. Die Nachfolgefraktion wurde am 12. Juni 2019 unter dem Namen Identität und Demokratie mit 73 Mitgliedern gegründet.

## Mitglieder
Die Fraktion bestand aus 36 Mitgliedern aus acht Ländern.
| Land                   | Partei                                 | Anzahl bei Gründung | Anzahl aktuell | Europa- partei | Mitglieder |
| ---------------------- | -------------------------------------- | ------------------- | -------------- | -------------- | --- |
| Belgien                | Vlaams Belang (VB)                     | 1                   | 1              | MENL           | Gerolf Annemans |
| Deutschland            | Die blaue Partei                       | –                   | 1              | MENL           | Marcus Pretzell (seit 1. Mai 2016) |
| Frankreich             | Front National (FN) o                  | 20                  | 15             | MENL           | Louis Aliot (bis 20. Juli 2017), France James (ab 21. Juli 2017), Marie-Christine Arnautu, Nicolas Bay, Dominique Bilde, Marie-Christine Boutonnet, Steeve Briois, Mireille d’Ornano (bis 2. Oktober 2017), Edouard Ferrand, Sylvie Goddyn (bis 19. Oktober 2018), Jean-François Jalkh, Gilles Lebreton, Marine Le Pen (bis 18. Juni 2017), Christelle Lechevalier (ab 19. Juni 2017), Philippe Loiseau, Dominique Martin, Joëlle Mélin, Bernard Monot (bis 28. Mai 2018), Sophie Montel (bis 2. Oktober 2017), Jean-Luc Schaffhauser *, Mylène Troszczynski, Aymeric Chauprade (24. Juni 2015 bis 10. November 2015), Florian Philippot (bis 2. Oktober 2017) |
| Italien                | Lega Nord (Lega)                       | 5                   | 6              | MENL           | Mara Bizzotto, Mario Borghezio, Angelo Ciocca (seit 7. Juli 2016), Lorenzo Fontana (bis 22. März 2018), Matteo Salvini (bis 22. März 2018), Gianluca Buonanno (1. Juli 2014 bis 5. Juni 2016), Marco Zanni (gewählt für M5S, seit 11. Januar 2017 ENF, seit 15. Mai 2018 Lega) |
| Niederlande            | Partij voor de Vrijheid (PVV)          | 3                   | 4              | –              | Marcel de Graaff, Olaf Stuger, Auke Zijlstra (seit 8. September 2015), Vicky Maeijer (bis 15. März 2017), Andre Elissen (seit 13. Juni 2017) |
| Österreich             | Freiheitliche Partei Österreichs (FPÖ) | 4                   | 4              | MENL           | Barbara Kappel, Georg Mayer, Franz Obermayr, Harald Vilimsky |
| Polen                  | Kongres Nowej Prawicy (KNP)            | 2                   | 2              | MENL           | Michał Marusik, Stanisław Żółtek |
| Rumänien               | gewählt für PC                         | –                   | –              | MENL           | Laurențiu Rebega (15. Juli 2015 bis 1. März 2018) |
| Vereinigtes Königreich | gewählt für UKIP                       | 1                   | 1              | MENL           | Janice Atkinson |
| Vereinigtes Königreich | UKIP                                   | –                   | 2              | –              | Gerard Batten, John Stuart Agnew (seit 16. Januar 2019), Jane Collins (16. Januar 2019 bis 15. April 2019) |
| gesamt                 |                                        | 36                  | 36             |                | |

Vereinte Europäische Linke/Nordische Grüne Linke •
Progressive Allianz der Sozialdemokraten •
Grüne/Europäische Freie Allianz •
Allianz der Liberalen und Demokraten für Europa •
Europäische Volkspartei •
Europa der Freiheit und der direkten Demokratie •
Europäische Konservative und Reformer •
Europa der Nationen und der Freiheit • 
Fraktionslose Abgeordnete

### Vorstand
| Funktion                                                          | Name             | Land                   | nationale Partei |
| ----------------------------------------------------------------- | ---------------- | ---------------------- | ---------------- |
| Vorsitzende (bis 18. Juni 2017)                                   | Marine Le Pen    | Frankreich             | RN               |
| Vorsitzender (seit 12. September 2017)                            | Nicolas Bay      | Frankreich             | RN               |
| Vorsitzender                                                      | Marcel de Graaff | Niederlande            | PVV              |
| Stellvertretende Vorsitzende                                      | Janice Atkinson  | Vereinigtes Königreich | –                |
| Stellvertretender Vorsitzender                                    | Michał Marusik   | Polen                  | KNP              |
| Stellvertretender Vorsitzender                                    | Matteo Salvini   | Italien                | Lega             |
| Stellvertretender Vorsitzender                                    | Edouard Ferrand  | Frankreich             | RN               |
| Stellvertretender Vorsitzender (25. August 2015 bis 1. März 2018) | Laurențiu Rebega | Rumänien               | –                |
| Stellvertretender Vorsitzender                                    | Harald Vilimsky  | Österreich             | FPÖ              |
| Schatzmeister                                                     | Gerolf Annemans  | Belgien                | VB               |

## Kongresse

### Kongress 2016
Auf dem ersten Kongress der Fraktion in Mailand im Januar 2016 waren neben den an der Fraktion beteiligten Parteien auch Vertreter der russischen Regierungspartei Einiges Russland, der rumänischen Partidul România Mare, der British National Party und der tschechischen Svoboda a přímá demokracie anwesend.

### Kongress Januar 2017
Am 21. Januar 2017 fand ein Kongress der ENF in der Rhein-Mosel-Halle in Koblenz statt. Zu dem von dem nordrhein-westfälischen AfD-Vorsitzenden und ENF-Mitglied Marcus Pretzell organisierten Treffen kamen etwa 1000 Delegierte.
Es fand vor dem Hintergrund des Wahljahres 2017 statt, in dem in Frankreich, den Niederlanden und Deutschland wichtige Wahlen stattfanden. Erstmals trat Marine Le Pen, die französische Präsidentschaftskandidatin der rechtsextremen französischen Partei Front National gemeinsam mit Frauke Petry von der AfD in Deutschland auf. An der Veranstaltung nahmen auch der niederländische Rechtspopulist Geert Wilders, der Vorsitzende der italienischen Lega Nord Matteo Salvini und Vertreter der österreichischen FPÖ teil. Wilders brachte in seiner Rede den Slogan Europa braucht Frauke statt Angela, worauf die Delegierten Merkel muss weg, Merkel muss weg skandierten.
Im Vorfeld der Veranstaltung sorgte die Ankündigung der Organisatoren, dass „alle öffentlich-rechtlichen Medien“, das Handelsblatt, das rechtspopulistische Compact-Magazin sowie zwei Journalisten von Der Spiegel und Frankfurter Allgemeine Zeitung von der Tagung ausgeschlossen wurden, für Schlagzeilen.
Etwa 3000 Demonstranten protestierten in Koblenz unter dem Motto Koblenz bleibt bunt friedlich gegen die Veranstaltung der ENF. An der Gegenveranstaltung nahm unter anderem die rheinland-pfälzische Ministerpräsidentin Malu Dreyer teil. Sie forderte: „Es ist Zeit, dass keiner mehr zuhause bleibt“ und „die Menschen sollten aufstehen für ein freiheitliches und friedfertiges Europa und widersprechen, wenn an Stammtischen oder anderswo rechtspopulistisch argumentiert werde“. Auch der SPD-Vorsitzende Sigmar Gabriel und Simone Peter, die Vorsitzende von Bündnis 90/Die Grünen, waren anwesend. Einer der Hauptveranstalter war der DGB.

### Kongress Dezember 2017
Am 16. Dezember 2017 fand ein Kongress in Prag statt. Als Gastgeber fungierte der tschechische Politiker Tomio Okamura. Teilnehmer waren die französische Front-National-Chefin Marine Le Pen und der niederländische Politiker Geert Wilders. Wilders erklärte: „Wir müssen den Mut dafür aufbringen, Einreiseverbote zu verhängen, so wie Präsident Trump es in den Vereinigten Staaten getan hat. Wir müssen den Mut haben, jedes Boot mit illegalen Einwanderern zurückzuschicken, so wie es Australien seit Langem tut.“